# Be with You
«Be with You» (с англ. — «Быть с тобой») — третий сингл испанского певца Энрике Иглесиаса из его альбома Enrique, выпущенный в июне 2000 года на лейбле Interscope Records. Песня была перевидена на испанский язык как «Sólo Me Importas Tú» и выпущена в Латинской Америке синглом.

## Список композиций
Великобритания; CD
1. «Be with You» (альбомная версия)
2. «Be with You» (Thunderpuss 2000 radio mix)
3. «Be with You» (Fernando Garibay’s club mix)
4. «Rhythm Divine» (видео) (CD-ROM extra)

Великобритания; винил
1. «Be with You» (Thunderpuss club mix) — 8:16
2. «Be with You» (Thunderdub) — 8:16
3. «Be with You» (Mijangos club mix) — 8:52
4. «Be with You» (Mijangos Recycled dub) — 7:16

США; CD1
1. «Be with You» (LP версия) — 3:39
2. «Be with You» (видео версия) — 3:30
3. «Sólo Me Importas Tú» — 3:39

США; CD2
1. «Be with You» (Thunderpuss 2000 12" club mix) — 8:16
2. «Be with You» (Thunderpuss 2000 Thunderdub) — 8:16
3. «Be with You» (Fernando Garibay’s club mix)— 7:44
4. «Be with You» (Mijangos extended mix) — 8:52

Испания
1. «Sólo Me Importas Tú»
2. «Sólo Me Importas Tú» (Mijangos club mix)
3. «Sólo Me Importas Tú» (Fernando’s club mix)
4. «Sólo Me Importas Tú» (Mijango’s radio edit)
5. «Sólo Me Importas Tú» (Fernando’s radio edit)

## Хит-парады
«Be With You» стала вторым синглом Иглесиаса, который лидировал в США. Песня вошла в «десятку лучших» в Испании, а испанская версия песни, «Sólo Me Importas Tú», заняла 2-е место в «Hot Latin Songs».
| Страна (2000)                                 | Лучший результат |
| --------------------------------------------- | ---------------- |
| Австрия                                       | 26               |
| Дания                                         | 70               |
| Финляндия                                     | 19               |
| Франция                                       | 43               |
| Италия                                        | 11               |
| Новая Зеландия                                | 12               |
| Швейцария                                     | 13               |
| Швеция                                        | 21               |
| США (Billboard Hot 100)                       | 1                |
| США (Billboard Hot Adult Contemporary Tracks) | 27               |
| США (Hot Dance Club Play)                     | 1                |
| США (Hot Latin Songs)                         | 2                |